# Hałyna Kruk
Hałyna Hryhoriwna Kruk, ukr. Гали́на Григо́рівна Крук (ur. 30 listopada 1974 we Lwowie) – ukraińska historyk literatury, poetka, pisarka, tłumaczka, autorka książek dla dzieci i młodzieży.

## Życiorys
Hałyna Hryhoriwna Kruk urodziła się 30 listopada 1974 roku we Lwowie. Studiowała filologię ukraińską na Lwowskim Uniwersytecie Narodowym im. Iwana Franki, na którym obroniła doktorat w 2001 roku i została wykładowcą literatury powszechnej.

## Twórczość
W 1997 roku ukazały się wiersze Hałyny Kruk w antologii Prywitannia żyttia'95. W 1997 roku wydała dwa pierwsze zbiory poezji Mandry w poszukach domu i Slidy na pisku. W 2005 roku opublikowała kolejny tom Obłyczczia poza switłynoju, a w 2013 roku czwarty Spiw/isnuwannia. Utwory poetyckie Kruk zostały przetłumaczone m.in. na rosyjski, niemiecki i polski. Napisała też książki dla dzieci: Marko mandruje dowkoła switu i Ważko buty najmenszym (2003), które zostały przetłumaczone na piętnaście języków w ramach międzynarodowego projektu literatury dziecięcej „Step by Step”. Kruk jest tłumaczką literatury polskiej, rosyjskiej i białoruskiej. Przetłumaczyła wiersze Wisławy Szymborskiej, Bohdana Zadury i Kazimierza Wierzyńskiego oraz prozę Jarosława Iwaszkiewicza, Stanisława Lema i Danuty Mostwin.
Hałyna Kruk należy do ukraińskiego oddziału PEN Clubu. W 1996 roku wygrała konkurs literacki Granosłow i Prywitannia żyttia im. B.I. Antonycza. W 2003 i 2010 roku wzięła udział w Programie Stypendialnym Ministra Kultury i Dziedzictwa Narodowego „Gaude Polonia”. W ramach otrzymanego stypendium przebywała w Polsce pół roku, w ciągu którego realizowała autorski projekt stypendialny pod opieką tutora. W 2010 roku jej tutorem był Adam Pomorski. W 2005 roku była stypendystką „Homines Urbani” w Willi Decjusza w Krakowie. Stypendia finansowane są przez Fundację Współpracy Polsko-Niemieckiej, Fundację Roberta Boscha i Szwajcarską Fundację dla Kultury Pro Helvetia. W 2007 roku była stypendystką Bałtyckiego Centrum Pisarzy i Tłumaczy na wyspie Gotland.
W Polsce wielokrotnie występowała na festiwalach i imprezach poetyckich, m.in. Ukraińska Wiosna (Poznań 2008), Złoty Środek Poezji (Kutno 2008), Poetyckie Pranie na „Strychu” (Gdynia 2008), Magnus Ducatus Poesis (Kraków 2008), Czas Poetów (Lublin 2011), Noc Kultury (Lublin 2012). Wiersze Hałyny Kruk były publikowane w pismach literackich w tłumaczeniach na język polski Anny Łazar, Michała Petryka, Magdaleny Szareckiej, Marianny Labo, Urszuli Witwickiej-Rutkowskiej, Bohdana Zadury oraz Anety Kamińskiej.

## Wybrane dzieła
- Mandry u poszukach domu, 1997
- Slidy na pisku, 1997
- Obłyczczia poza switłynoju, 2005
- Spiw/isnuwannia, 2013
- Dorosłau, 2017

### w języku polskim
- Wakacje nad Letą (poezje; tekst równoległy w języku polskim i ukraińskim; wybrał i przełożył Bohdan Zadura; opinia o książce: Serhij Żadan; Warsztaty Kultury, Lublin 2018, ISBN 978-83-6437-528-6);
- Wiersze wybrane / Selected poems / Vibranì vìršì (tekst równoległy w języku polskim, angielskim, ukraińskim;  Z ukraińskiego na polski przełożył Bohdan Zadura, z ukraińskiego na angielski przełożyli: Olena Jennings, Sophie Cooke and Il'ja Rákoš, Anatoly Kudryavitsky, Sibelan Forrester, Mary Kalyna, Bohdan Pechenyak; Instytut Kultury Miejskiej, Gdańsk 2019, ISBN 978-83-66003-28-6);
- Ktokolwiek, tylko nie ja (powieść; ilustrowała Walerija Peczenyk; tłum. Bohdan Zadura; Biuro Literackie, Kołobrzeg 2022, ISBN 978-83-67249-08-9).

Jej poezje stanowią część antologii Bohdana Zadury 100 wierszy wolnych z Ukrainy (Biuro Literackie, Kołobrzeg 2022, ISBN 978-83-67249-06-5).